# Tour Maltarchiata
La tour Maltarchiata (en italien : Torre Maltarchiata), est une ancienne tour de guet qui se trouvait à l'entrée du Porto Pisano, maintenant incorporée au port de Livourne dans la province de Livourne en Toscane.
À l'époque médiévale, elle marquait l'entrée du port de la république de Pise, Porto Pisano, qui s'étendait directement dans une zone immédiatement au nord du village d'alors nommé Labronico.

## Historique
La tour a été construite à l'époque médiévale(vers 1290) pour desservir Porto Pisano et était reliée au rivage par une longue jetée défendue par une palissade en bois. Avec d'autres structures situées dans les environs, elle caractérisait fortement l'accès fortifié au port de Pisan. En effet, outre la tour Maltarchiata, il y avait au début ici d'autres tours utilisées à des fins défensives, pour l'observation et pour envoyer des signaux à travers des incendies ou de la fumée : la tour de Magnale (détruite pendant la Seconde Guerre mondiale), la Torre Rossa ( sur laquelle au XVe siècle, la Tour du Marzocco fut construite), la Torretta (qui a donné son nom à un quartier de Livourne), la Formice (ou Torre delle Formiche, aujourd'hui disparue) et la Fraschetta (qui a également disparu, elle était située au large du Marzocco). 
Cependant, la Maltarchiata, ainsi que d'autres structures voisines, furent gravement endommagées en raison de l'affrontement entre la république de Pise et la république de Gênes, qui atteignit son apogée lors de la bataille de la Meloria. Par la suite, malgré les tentatives de restauration du système portuaire, la tour tomba définitivement en ruine, à tel point que déjà quelques siècles plus tard, la Maltarchiata avait pris le nom de Torraccia, comme la Magnale voisine. 

## Description
De forme octogonale, elle avait été reconstruite plusieurs fois en brique après les destructions consécutives à la bataille de la Meloria. Restée longtemps sur la plage, puis devant le Marzocco, elle s'effondre en grande partie avec le tremblement de terre de 1742.
Ce n'est qu'au XXe siècle que ses ruines, situées en bordure d'une zone marécageuse située au nord de la commune de Livourne, furent incorporées au port de Livourne. Ce qui reste de la base de la tour, aujourd'hui partiellement enterré et complètement entouré de places, d'entrepôts et d'industries, est visible en correspondance avec l'actuelle Via Pisa, à l'intérieur des murs douaniers du port.

## Galerie

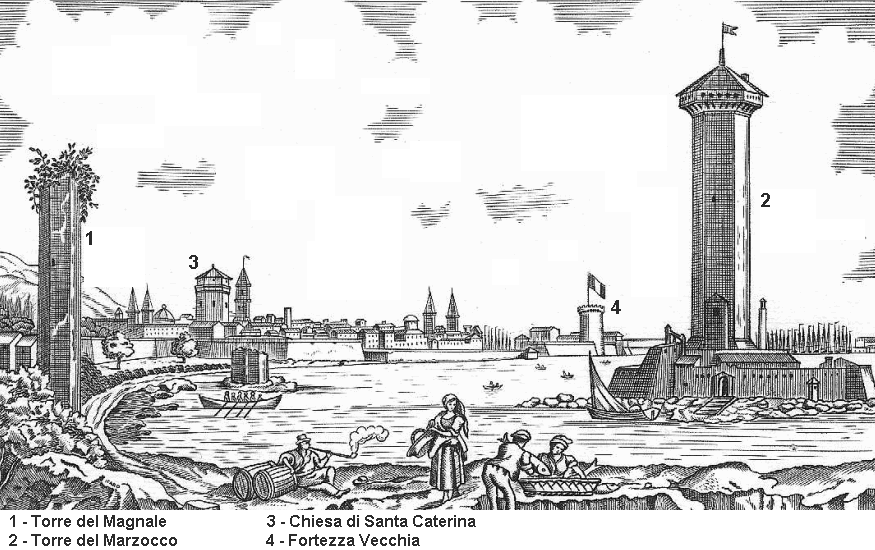
Gravure ancienne de Porto Pisano avec les Tours Marzocco et Magnale et les restes de Maltarchiata